# Tremellodendropsis
Tremellodendropsis — рід грибів родини Tremellodendropsidaceae. Назва вперше опублікована 1954 року.